# Moraxella osloensis
Moraxella osloensis is een kokvormige, gram-negatieve oxidase-positieve, aerobe bacterie behorend tot de familie Moraxellaceae. De bacterie groeit optimaal bij een temperatuur van 37 °C. De bacterie kan in een voedingsbodem met bloedagar het bloed niet afbreken, hetgeen gammahemolyse wordt genoemd en wordt ingedeeld bij de Gammaproteobacteria. De bacterie is een zogenaamde purperen bacterie, wat betekent dat de bacterie bacteriochlorofyl bevat en derhalve fototroof is.
Moraxella osloensis is een mutualistische symbiont van de entomopathogene rondworm Phasmarhabditis hermaphrodita. Phasmarhabditis hermaphrodita is een facultatieve endoparasitaire entomopathogene rondworm die naaktslakken en slakken kan doden.
Moraxella osloensis blijkt de stank van een kleedkamer en die van een douchegordijn te veroorzaken.

## Levenscyclus

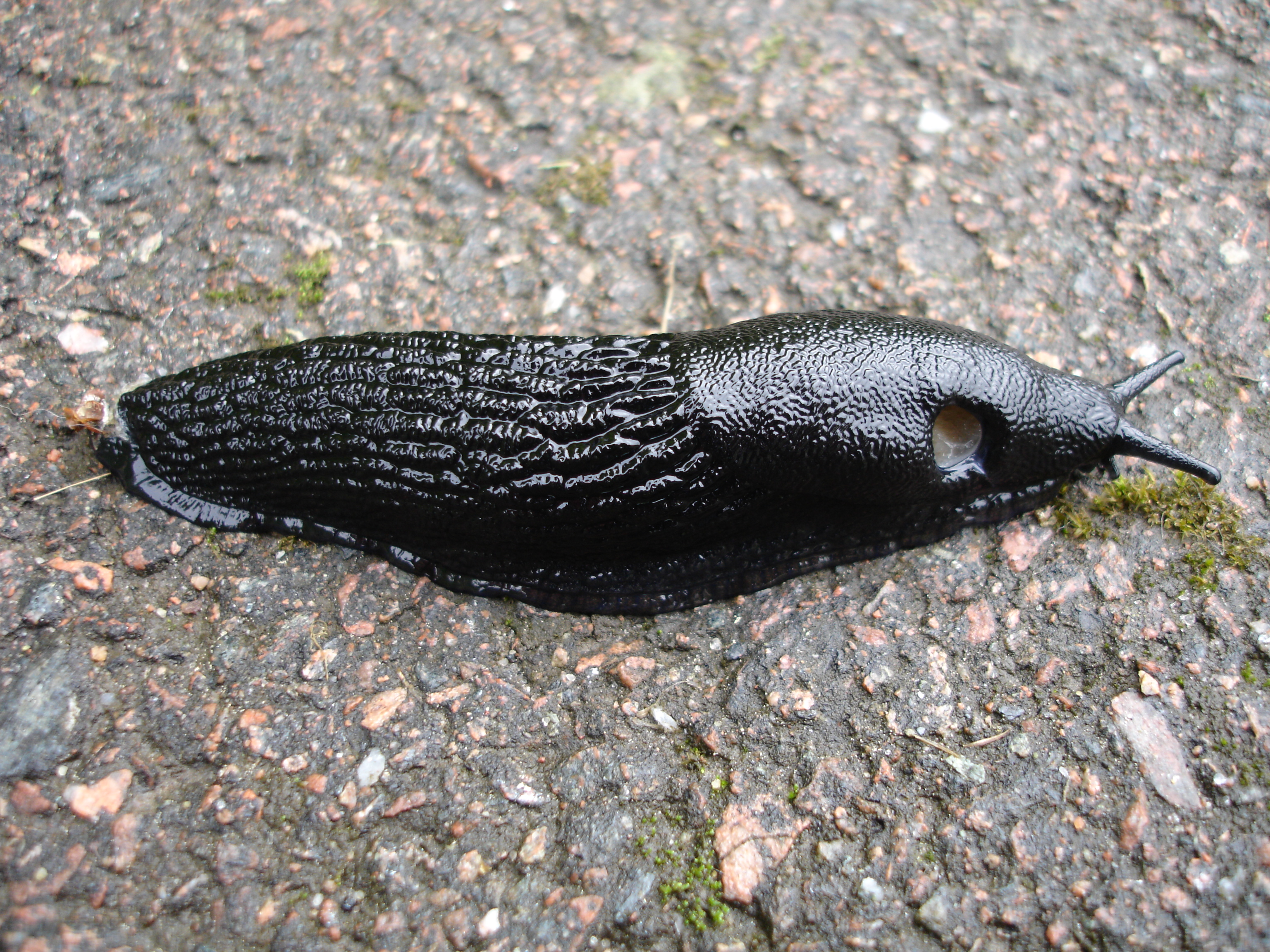
Ademopening van de duistere wegslak

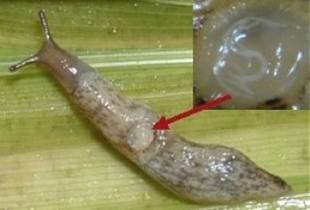
Gevlekte akkerslak geïnfecteerd met Phasmarhabditis hermaphrodita.

Moraxella osloensis-bacteriën koloniseren het spijsverteringskanaal van infectieuze L3-rondwormlarven van Phasmarhabditis hermaphrodita, die zijn aangepast voor overleving in ongunstige omgevingen. Zodra een nieuwe gastheer is gevonden, gaat de L3-larve de slak binnen via de aan de rugzijde onder de mantel gelegen ademopening en vervolgens via het korte kanaal de mantelholte in, waarna de larve zich ontwikkelt tot een zelfbevruchtende hermafrodiet en begint zij met het produceren van nieuwe larven. Eenmaal in de gastheer verlaten de bacteriën de infectieuze larve en hervatten de larven de groei door zich te voeden met de zich vermenigvuldigende bacteriën. De geïnfecteerde naaktslakken sterven in 4-10 dagen. Als het voedsel opraakt wordt de volgende generatie infectieuze larven geproduceerd. Deze verlaten zonder de bacterie het karkas van de dode gastheer en gaan op zoek naar een nieuwe gastheer. Op dit moment koloniseren de bacteriën hun spijsverteringskanaal.
De bacteriën zijn verantwoordelijk voor het doden van de naaktslakken; Phasmarhabditis hermaphrodita-rondwormen zonder bacteriën veroorzaken geen dood van de gastheer.

## Biochemie
De lipopolysacharide, een endotoxine van Moraxella osloensis, geïnjecteerd in de gevlekte akkerslak leidt tot de dood van deze slak.
De letaliteit van deze rondwormen voor naaktslakken bleek overeen te komen met het aantal Moraxella osloensis-bacteriën in de infectieuze larven. Tan en Grewal (2001) toonden aan dat de 72-uur oude Moraxella osloensis-bacteriën geïnjecteerd in de mantelholte van de naaktslak zeer ziekmakend waren. Ze meldden verder dat Moraxella osloensis-bacteriën een endotoxine produceerden, waarvan werd vastgesteld dat het een ruw type lipopolysacharide was met een molecuulgewicht van 5300 kDa. De gezuiverde lipopolysacharide was giftig voor de slak met een geschatte LD50 van 48 microgram bij injectie in de mantelholte.

## Infecties van mensen
Hoewel Moraxella osloensis zelden mensen infecteert, kan de bacterie soms worden gevonden in verschillende weefsels, waar het soms de ziekte osteomyelitis veroorzaakt. Toediening van een antibioticum is gewoonlijk voldoende voor de bestrijding van de infectie.